# Kotłówka (województwo podlaskie)
Kotłówka – wieś w Polsce położona w województwie podlaskim, w powiecie hajnowskim, w gminie Narew. Leży w południowej części gminy, przy drodze z Tyniewicz Dużych do Łosinki. 
Według podziału administracyjnego z lat 1975–1998 miejscowość należała do województwa białostockiego.

## Części wsi
| SIMC    | Nazwa    | Rodzaj     |
| ------- | -------- | ---------- |
| 0036080 | Zabłocie | przysiółek |

## Historia

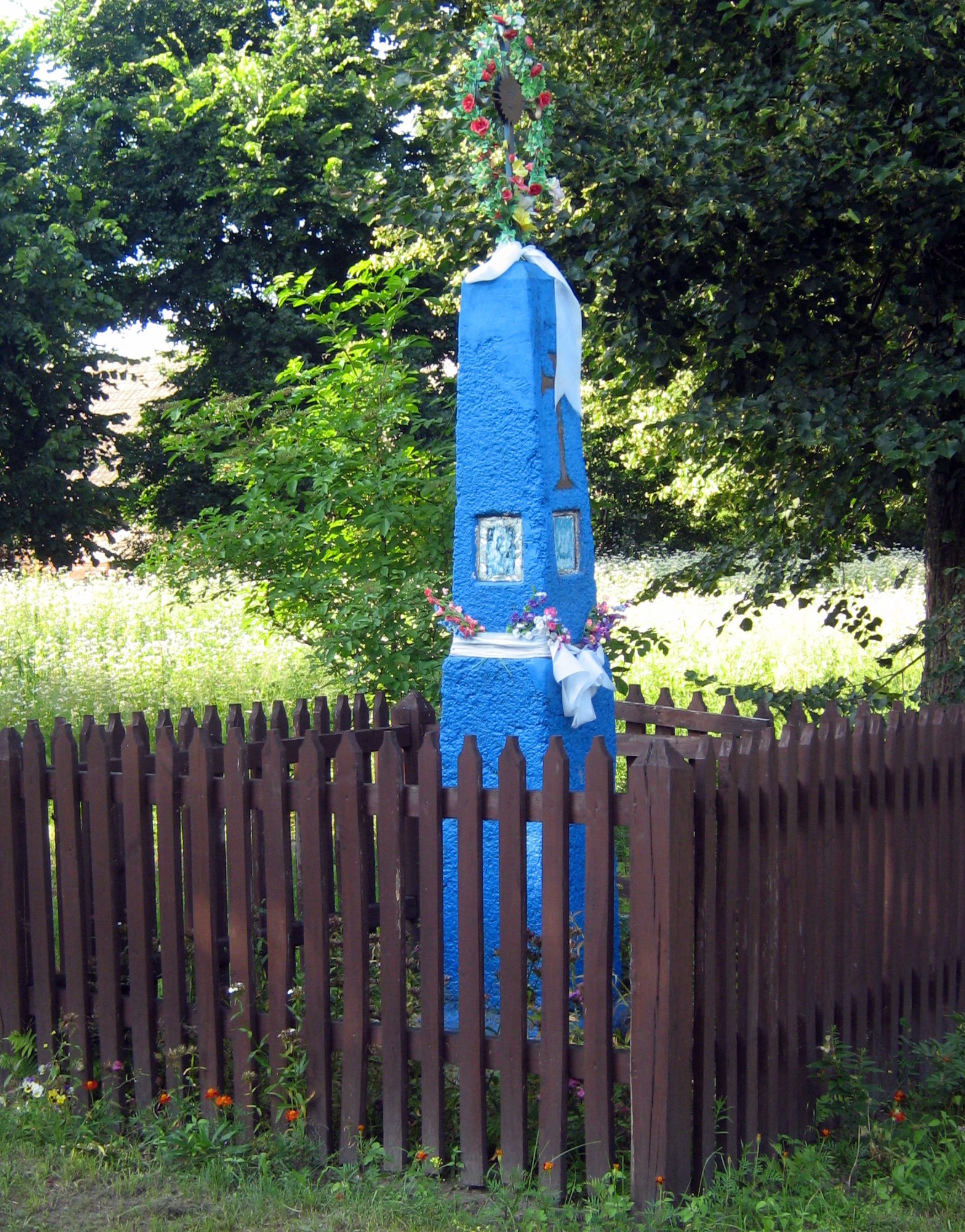
Prawosławny krzyż wotywny

Nazwa wsi pochodzi od zagłębienia terenu w kształcie kotliny. Nazwa ta pojawia się po raz pierwszy w dokumentach z roku 1727. Wieś należała do leśnictwa bielskiego.
W czasie II wojny światowej miejscowa młodzież została wywieziona na przymusowe roboty do Prus. W 1945 roku do Białoruskiej Socjalistycznej Republiki Radzieckiej wyjechało 6 gospodarzy. W latach 70. uprawiano tu tytoń. Badania geologiczne wykazały obecność rudy żelaza i uranu.
Wśród mieszkańców krąży kilka legend na temat wsi i okolic (np. na temat dwóch krzyży pod lasem). W uroczysku Zahaje, Zabłockie łąki i Berezoucy występują anomalie magnetyczne. Półtora kilometra od wsi znajdowało się 8 kurhanów, których pochodzenie okoliczna ludność wiązała z wojnami szwedzkimi.
W 1847 roku stało tu 15 domów w których mieszkało 85 osób, w 1850 roku w 12 domach mieszkało 96 osób, w 2007 mieszkało tu 45 osób. W roku 2012 mieszkało tu około 60 osób.

## Religia
Mieszkańcy wsi wyznania prawosławnego należą do parafii w Łosince. Według stanu parafii z 31 grudnia 2007 roku, 45 parafian pochodziło z Kotłówki. Natomiast wierni kościoła rzymskokatolickiego należą do parafii Wniebowzięcia Najświętszej Maryi Panny i św. Stanisława Biskupa i Męczennika w Narwi.